# Rajinikanth
Shivaji Rao Gaikwad znany jako Rajinikanth (ur. 12 grudnia 1949 lub 1950) – indyjski aktor i filantrop, a także producent i scenarzysta oraz wokalista podkładający głos w piosenkach filmowych.

## Dzieciństwo i młodość
Urodził się w Bangalore w obecnym stanie Karnataka, jako czwarte dziecko Ramojirao Gaikwada i Jijabai. Jego ojciec był policjantem. Wcześnie stracił matkę (w wieku dziewięciu, pięciu lub ośmiu lat). Z uwagi na złą sytuację finansową rodziny w dzieciństwie pracował dorywczo jako kulis. Uczęszczał do Government Model Primary School w Gavipuram w Bangalore. Między 1966 a 1973 podejmował się różnych prac, zarówno w rodzinnym mieście jak i w Ćennaj. Następnie znalazł zatrudnienie w transporcie miejskim w Bangalore, gdzie przez jakiś czas pracował jako kierowca autobusu. Na ten okres przypada jego pierwszy kontakt z aktorstwem, grywał bowiem w sztukach opartych na mitologii. W 1973, dzięki finansowej pomocy przyjaciela, rozpoczął naukę w Madras Film Institute. Nadal występował na scenie, dzięki czemu został zauważony przez reżysera związanego z Kollywood, K. Balachandera. Filmowiec ten namówił Shivajiego do nauki języka tamilskiego umożliwił mu również rozpoczęcie kariery w tamilskim przemyśle filmowym, jak też nadał pseudonim, Rajnikanth. Do dzisiaj uznawany jest przez gwiazdora za mentora i guru.

## Działalność artystyczna
Debiutował w Apoorva Raagangal (1975) w reżyserii Balachandera, wcielając się w Pandiyana, znęcającego się nad swoją małżonką mężczyznę. Obraz ten, w którym zagrał również między innymi Kamal Hassan, okazał się wielkim sukcesem, został też nagrodzony National Film Award dla najlepszego filmu tamilskiego. Początkowo Rajinikanth był obsadzany w rolach negatywnych - na przykład pożądliwego awanturnika w Pathinaaru Vayadhiniley, męża-sadysty w Avargal czy kobieciarza w Moondru Mugam. Szybko jednak jego artystyczny wizerunek uległ przemianie. Już w 1978 otrzymał główną rolę w Bairavi. Film ten odniósł spory sukces, natomiast Rajinikanth zaczął być w związku z nim nazywany Superstar. Według innego źródła przydomek związany jest z występami gwiazdora w Annamalai (1992) oraz Muthu (1995), stanowi niejako potwierdzenie jego pozycji. Regularnie ukazuje się na początku kolejnych filmów gwiazdora, między innymi Padayappa (1999) i Sivaji The Boss (2007). Odwołuje się doń nazwa jednej z nagród specjalnych Edison Awards - Superstar Rajini Award. Powszechnie wykorzystywany w prasie i portalach internetowych, publikacjach książkowych oraz w serwisach poświęconych aktorowi.
Kolejne obrazy z jego udziałem po filmie Bairavi, takie jak Kuppathu Raja, Naan Vazhavaippen czy Annai Oru Alayam (wszystkie z 1979), również okazały się hitami. W swoim 50. filmie, nakręconym w telugu Tiger, wystąpił u boku otaczanego boską czcią N.T. Ramy Rao (NTR). Jednakże dopiero Billa (1980), remake Dona z Amitabhem Bachchanem (1978) ugruntowała jego status gwiazdy.
W latach 80. wcielał się w różnorodne role - od komediowych (Thillu Mullu, 1981) poprzez dramatyczne (choćby Murattu Kalai, Payum Puli i Moondru Mugam) do typowych dla filmów akcji (Billa, Pokkiri raja, Velaikkaran, Manidhan). Zagrał także hinduistycznego świętego Raghavendrę Swamiego w biograficznym obrazie Sri Raghavendra. W 1988 wystąpił w swoim jedynym, jak dotąd, filmie hollywoodzkim, Bloodstone w reżyserii Dwighta H. Little'a.

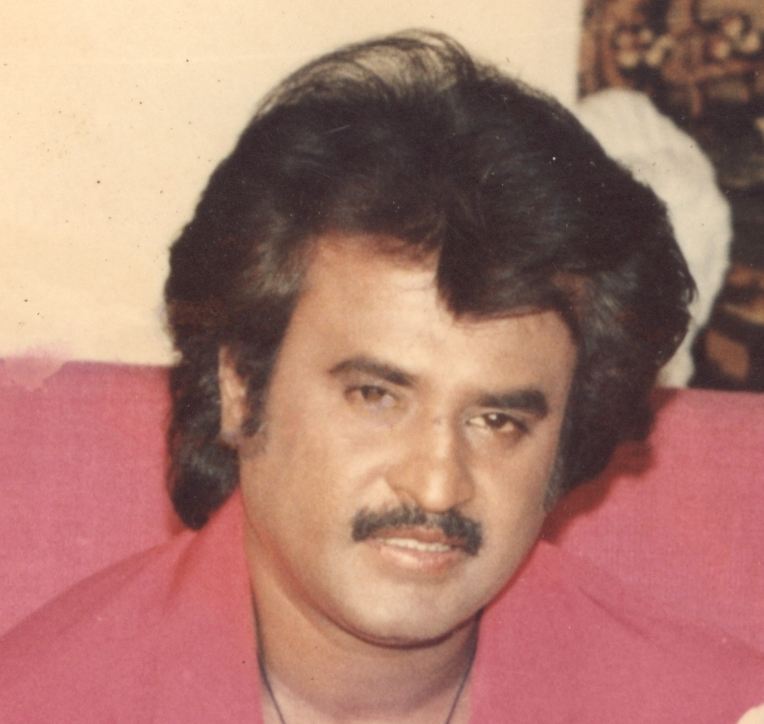
Rajinikanth w 1989

W kolejnym dziesięcioleciu niemal wszystkie filmy z jego udziałem były ogromnymi sukcesami kasowymi. Kilka z nich (chociażby Annamalai z 1992, Basha z 1995 i Padayappa z 1999) biło rekordy jeśli chodzi o przynoszone dochody, natomiast Muthu (1995) został zdubbingowany w języku japońskim (1998). Przyczyniło się do powstania prężnej społeczności fanów aktora w Japonii. Ogromny sukces Padayappy miał natomiast związek z pojawiającymi się w nim wątkami politycznymi.
Pierwszy film Rajinikantha w XXI wieku, Baba (2002) nie odniósł sukcesu. Spotkał się ponadto z ostrą krytyką ze strony lidera partii Partali Makkal Katchi (PMK). Oskarżał on Rajinikantha o promowanie używek, a co za tym idzie zły wpływ na młodzież. Kontrowersje wzbudził w szczególności jeden z plakatów promujących film, który ukazywał gwiazdora z papierosem w ustach. Zwolennicy PMK napadali na kina, palili też kopie filmu. Rajinikanth podjął w związku z tym decyzję, że już nigdy nie będzie palił lub pił na ekranie. Zwrócił też pieniądze dystrybutorom filmowym, którzy ponieśli straty z powodu rozprowadzania Baby.
Chandramukhi (2005) w reżyserii P. Vasu, kolejny film z udziałem gwiazdora, odniósł spektakularny sukces. Oparty na klasycznym filmie w malajalam, Manichithrathaal (1993) łączył w sobie elementy horroru, komedii i dramatu. W jednym z kin w Ćennaj wyświetlany był bez przerwy przez 800 dni, natomiast w 2007 został najdłużej wyświetlanym obrazem w historii południowoindyjskiego kina. Zarobił łącznie ok. 640 mln INR. Zdubbingowano go w językach niemieckim (jako Der Geisterjäger) oraz tureckim.
Sivaji (2007) w reżyserii S. Shankara, spektakularny projekt z ogromnym jak na warunki indyjskie budżetem (ok. 600 mln rupii) był setnym filmem Rajinikantha w języku tamilskim. Miał jednoczesną premierę we wszystkich większych miastach indyjskich, a także w szeregu krajów azjatyckich i europejskich. Jest historią wzbogaconego w Stanach Zjednoczonych indyjskiego informatyka, który po powrocie do rodzinnego Ćennaj postanawia otworzyć oferujący bezpłatną edukację uniwersytet oraz szpital. Film eksponuje motyw walki z korupcją, zawiera też liczne nawiązania do historii Tamil Nadu. Rajinikanth otrzymał za niego gażę w wysokości 260 mln rupii, stając się tym samym drugim najlepiej zarabiającym aktorem w Azji (po Jackie Chanie).
Kuselan (2008) w reżyserii P. Vasu, remake mollywoodzkiego Katha Parayumbol jednocześnie realizowany był w telugu.
Endhiran (2010) ponownie w reżyserii S. Shankara był najdroższym filmem indyjskim jaki kiedykolwiek nakręcono (z budżetem w wysokości 1 mld 300 mln rupii). Opowiada o ekspercie w zakresie robotyki, który po latach starań tworzy zaawansowaną technicznie maszynę na swoje podobieństwo. Obraz odniósł ogromny sukces, był produkcją mającą największe otwarcie w historii tamilskiego kina, stał się także jednym z najbardziej dochodowych filmów wyprodukowanych w Indiach. Rajinikanth otrzymał zań wynagrodzenie w wysokości 450 mln rupii.
Jego filmografia (jako aktora) do 2013 obejmuje. Grywał w filmach realizowanych w językach tamilskim, hindi, telugu, kannada, malajalam, bengalskim oraz angielskim. Zajmuje się również produkcją filmów, jest scenarzystą oraz podkłada głos w piosenkach filmowych.
Wskazuje się, że istotnym elementem aktorskiego sukcesu Rajinikantha jest jego specyficzna maniera - przesadna, wyrazista gestykulacja połączona z wypowiadaniem istotnych kwestii z charakterystyczną emfazą. Kwestie te zyskują często status kultowych, zwłaszcza jeśli podkreślają niezwykły czy nadludzki charakter grywanych przez aktora postaci. Można wymienić tu chociażby niezmiernie popularne Naan oru thadava sonna, nooru thadava sonna maadiri z Bashy (1995), En vazhi thani vazhi z Padayappy czy Andavan solraan; Arunachalam mudikkaraan z Arunachalam (1997).
O Rajinikancie pozytywnie wypowiadali się liczni filmowcy indyjscy. Mohanlal, czołowy aktor komercyjnego kina w malajalam, zaliczył go do tych aktorów, których sława jest niezależna od komercyjnego sukcesu. Stwierdził jednocześnie, iż tamilski gwiazdor jest błogosławiony, a on sam czuje się zaszczycony, gdy jest porównywany z Rajinikanthem. Amitabh Bachchan, jeden z głównych aktorów Bollywood określił Rajinikantha jako szlachetną, skromną osobę, czczoną niczym Bóg. W innym miejscu nazwał go ikoną oraz swoim dobrym przyjacielem. Aishwarya Rai zwróciła uwagę na wielki talent aktorski Rajinikantha, Shahrukh Khan natomiast nazwał południowoindyjskiego gwiazdora wielkim. Ponadto, aktorzy tamilscy młodego pokolenia, tacy jak np. Vijay naśladują styl gry Rajinikantha oraz wypowiadają kwestie w podobny sposób. Inni, jak np. Ajith darzą gwiazdora ogromną czcią i nazywają Bogiem. Fragmenty filmów dokumentalnych z udziałem Rajinikantha wykorzystywane są na początku produkcji związanych z innymi aktorami (np. Chandralekha, 1995).

## Działalność społeczna
Znany z szeroko zakrojonej działalności charytatywnej. Według jednego z biografów aktora, Namana Ramachandrana, Rajinikanth przekazuje na cele społeczne połowę swoich dochodów.

## Związki z polityką
Przez wielu Tamilów uważany za naturalnego następcę M.G. Ramachandrana (MGR), otaczanego boską czcią aktora i premiera stanowego (1977-1987). Od wielu zabiera głos w kwestiach politycznych, jednocześnie jednak zachowuje niejednoznaczną postawę odnośnie do możliwości czynnego zaangażowania się w życie polityczne. Po raz pierwszy wyraził zainteresowanie polityką we wczesnych latach 90., początkowo zdecydowanie wspierając Ogólnoindyjską Drawidyjską Federację Postępu Anny (AIADMK) i jej sekretarz generalną Jayalalithę. Z czasem, wraz z kolejnymi doniesieniami o korupcji w tej formacji zaczął wspierać Indyjski Kongres Narodowy (INC). Było to również widoczne w filmach, przykładowo na początku Muthu (1995) pojawia się Rajinikanth składający wyrazy uszanowania portretowi Mahatmy Gandhiego. Magazyn Kumudam przewidywał wówczas, że poparcie aktora może dać Partii Kongresowej około 130 mandatów w 234-osobowym Zgromadzeniu Ustawodawczym Tamil Nadu. Ostatecznie, po tym jak Kongres zawiązał koalicję z AIADMK przed wyborami stanowymi z 1996, Rajinikanth udzielił swego poparcia Drawidyjskiej Federacji Postępu (DMK) oraz zblokowanemu z nią ugrupowaniu Tamil Maanila Congress (TMC). Jedną z charakterystycznych cech przemówień lidera DMK, M. Karunanidhiego w kampanii wyborczej były wówczas częste odwołania do gwiazdora. Uznaje się, iż Rajinikanth przyczynił się do zwycięstwa DMK w tamtej elekcji.
W licznych filmach z udziałem Rajinikantha można odnaleźć odniesienia do polityki. Wiele z nich wskazuje ponadto, że aktor ma, pomimo niejednoznacznych deklaracji w tym zakresie, ambicje przywódcze.
Rajinikanth dba także by być postrzegany jako spadkobierca tamilskich tradycji filmowo-politycznych. Na początku Bashy aktor składa hołd MGR, w Sivajim z kolei nawiązuje do drugiej, angażującej się politycznie legendy kina tamilskiego, Sivajiego Ganesana (między innymi poprzez naśladowanie jego tańca w jednej z piosenek). Pod koniec tego filmu główny bohater, uprzednio ciężko skatowany przez przeciwników, niemal cudem odzyskuje siły by powrócić pod zmienionym nazwiskiem - M. G. Ravichandran. Swemu zdezorientowanemu wrogowi mówi natomiast jestem zarówno Sivajim jak i MGR, co jest bezpośrednią aluzją do obu legendarnych aktorów.

## Poglądy religijne
Pobożny hinduista, znany z odwiedzania świątyń i centrów pielgrzymkowych przed premierą każdego ze swoich filmów. Przykładowo, w 2008 złożył wizytę w aśramie Prasanthi Nilayam związanym z Sathya Sai Babą. W 2012 przekazał 100 mln rupii na rzecz świątyni w Mantralayi. Oddany wyznawca Śiwy, często powołuje się na Raghavendrę Swamiego, Mahawatara Babadźiego, Satchidanandę Saraswatiego i Ramanę Maharisziego. W skład jednej z jego rezydencji wchodzi specjalne pomieszczenie, w którym regularnie, w odosobnieniu, modli się i medytuje.

## Życie prywatne
26 lutego 1981 poślubił Lathę Rangachari, również związaną zawodowo z tamilskim przemysłem filmowym. Ma dwie córki (Soundaryę i Aishwaryę) oraz 2 wnuków (Yatrę i Lingę). Jego zięciem jest aktor i wokalista, Dhanush oraz przemysłowiec Ashwin Ramkumar.

## Nagrody i wyróżnienia
W 2000 został odznaczony Padmą Bhushan. W latach 90. władze Pondicherry University chciały przyznać mu doktorat honorowy, Rajinikanth jednak odmówił jego przyjęcia. W 1984 uhonorowany nagrodą Kalaimamani, przyznawaną przez rząd stanowy Tamil Nadu. Otrzymał między innymi Chevalier Sivaji Ganesan Award for Excellence in Indian Cinema (2010), MGR-Sivaji Award (2011), MGR Award (1989), Tamil Nadu State Film Award (1978, 1982, 1995, 1999, 2005, 2007) oraz Nagrodę Filmfare dla najlepszego aktora tamilskiego (1984).

## Kult i popularność

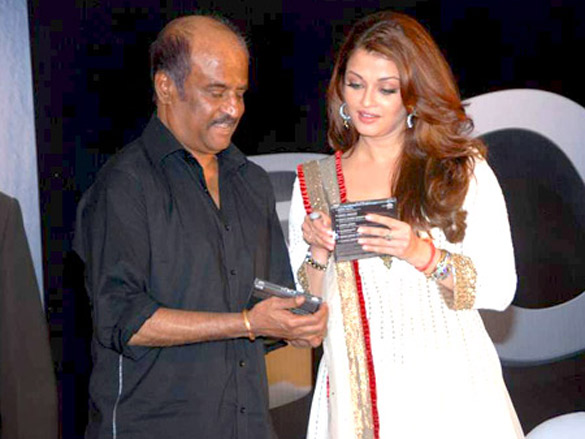
Rajinikanth z Aishwaryą Rai

Określany często jako najpopularniejszy współczesny aktor indyjski, otaczany jest kultem nierzadko przybierającym wymiar sakralny. Bywa zestawiany z Buddą oraz Chrystusem.
Poświęconych mu jest kilkaset profili w serwisie Facebook, liczne konta w serwisie Twitter oraz kanały w serwisie Youtube. Funkcjonują również opisujące różne aspekty jego życia i działalności blogi i strony internetowe. Twórczość i sylwetka Rajinikantha są również tematami dyskusji na forach internetowych.
Przyznawane są nawiązujące do aktora nagrody filmowe - Superstar Rajini Award i Rajinikanth Legendary Award. Sam gwiazdor jest sceptycznie nastawiony do ustanawiania nagród swojego imienia.